# Cárcel de mujeres
Cárcel de mujeres es una película de drama  mexicana de 1951 dirigida por Miguel M. Delgado y protagonizada por Miroslava Stern, Sara Montiel, Katy Jurado y Elda Peralta. Esta película inició su rodaje el 22 de marzo de 1951, y fue estranada el 28 de septiembre del mismo año en el cine Orfeón.

## Argumento
Evangelina es una mujer rica quien, por un supuesto crimen que no cometió, es ingresada a la cárcel. Es inculpada de matar a su amante. Ella recuerda que al casarse con su esposo, —un médico reconocido—, su antiguo novio la amenaza con un suceso que cambiará su vida. Ya en prisión, Evangelina conoce a Dora, una bailarina conocida como la "exótica del barrio". Esta última hace memoria, y se acuerda que el amante asesinado es el padre del hijo que espera. Lo que le hace pensar que Evangelina es la culpable. 
La vida en la cárcel comienza a ser complicada, cuando Dora da a luz al bebé, y una presa se apodera de él, en cierto momento, la presa piensa lanzar al recién nacido al vacío, con la idea que representa a un ángel. En ese instante Evangelina va a su rescate, arriesgando su vida a costa del bienestar del bebé. Al rescatarlo, las presas ocultan al bebé para que no sea transferido a un hospicio. 
Después de la trama del bebé, una presa ahorca a la mayor que se encargaba de la seguridad, y se produce un motín, en donde dos reclusas se disfrazan de guardias para poder liberar a sus compañeras. En su intento por liberarlas, se desata un tiroteo donde varias resultan muertas. Esto contiene el motín. Una de las presas que cae en el tiroteo es la bailarina Dora, la cual confiesa el crimen por el cual se inculpaba a Evangelina.
Al final, Evangelina es liberada y junto con su marido adoptan al bebé de Dora.

## Producción
Filmada en los estudios CLASA con formato en blanco y negro en 35 mm. 

## Reparto
- Miroslava Stern como Evangelina.
- Sara Montiel como Dora.
- Katy Jurado
- María Douglas
- Mercedes Soler
- Elda Peralta
- Emma Roldán
- Eufrosina García La flaca
- Pepita Morillo
- Gloria Morel
- María Gentil Arcos
- Luis Beristáin
- Tito Junco
- Eduardo Alcaraz
- Miguel Manzano
- José Pardavé
- Ángel Infante
- Lupe Carriles